# Peter Woodward
Peter Woodward (* 24. ledna 1956 Londýn, Anglie) je britský herec, kaskadér a scenárista.
Jeho otcem byl herec Edward Woodward. Peter vystudoval Royal Academy of Dramatic Art, poté se stal členem Royal Shakespeare Company a hrál v řadě jejích produkcí. Na televizní obrazovce debutoval v roce 1978 v jedné epizodě seriálu Enemy at the Door. V průběhu 70. a 80. let hrál např. v minisériích Testament of Youth, Sense and Sensibility a Anything More Would Be Greedy či v seriálech Profesionálové a Bergerac. V 90. letech se objevil v seriálech, jako jsou Salón Eliott, Pirates, The Chief a Heartbeat. V roce 1999 ztvárnil postavu technomága Galena v televizním sci-fi filmu Babylon 5: Volání do zbraně, na který navázal třináctidílný seriál Křížová výprava. Tuto roli si zopakoval v DVD filmu Babylon 5: Hlasy v temnotě (2007). Od roku 2000 hrál dále např. ve filmech Patriot, Těžký prachy a Lovci pokladů 2: Kniha tajemství a hostoval např. v seriálech Walker, Texas Ranger, Čarodějky, Hvězdná brána: Atlantida, Námořní vyšetřovací služba či Hranice nemožného.
Kaskadérské bojové tréninky jej přivedly ke studiu historických zbraní a bojových technik, pro americkou stanici The History Channel vytvořil v letech 2002 a 2003 dokumentární seriál Conquest o historii zbraní, tréninku a bojových technik.
Jako scenárista se podílel na filmech Tajemství prstenu (2007) a Odpočítávání (2010).